# Goplana espeletiae
Goplana espeletiae är en svampart som beskrevs av Dennis 1965. Goplana espeletiae ingår i släktet Goplana och familjen Chaconiaceae.   Inga underarter finns listade i Catalogue of Life.